# Лихуэ
Лиху́э (гав. Līhuʻe — букв. «холод») — административный центр округа Кауаи, штат Гавайи, США, вторая по величине статистически обособленная местность на острове Кауаи.

## История
В древние времена Лихуэ был незначительной деревней. Поселение расположено в старинном районе Пуна, на юго-восточном побережье острова, в земельном наделе (ahupuaʻa) Калапаки. В 1837 году королевский губернатор Каикиоева официально перенёс сюда свою резиденцию из Ваимеа, дав городу название в честь одноимённого земельного надела, которым он владел на острове Оаху.
В 1800-х, с появлением сахарной промышленности и строительством в Лихуэ крупного сахарного завода, городок становится экономическим центром острова. Первыми инвесторами были Генри Пирс, Чарльз Рид-Бишоп и Уильям Лител-Ли. В 1856 году Уильям Гаррисон-Райс построил первую систему ирригации.
С 1881 года один из новых владельцев плантаций Пауль Айзенберг способствовал немецкой эмиграции, в 1883 году здесь была основана первая лютеранская церковь на Гавайях. Ещё в 1960-е годы услуги оказывались на немецком языке. К 1930-м Джордж Уилкокс-Нортон стал одним из крупнейших владельцев сахарных плантаций, купив местность Грув-Фарм у Германа Вайдмана. Дом семьи Уилкокс-Нортон, «Килохана», был преобразован в ресторан и сувенирный магазин. На окружающих плантациях в настоящее время выращивают зерновые культуры и разводят домашний скот. Для туристов функционирует узкоколейная железная дорога со старинными тепловозами производства «Armstrong Whitworth» и «General Electric». Предлагаются туристические туры по плантациям, в том числе на лошадях. В Лихуэ также размещается «Музей Кауаи», в котором подробно освещается история острова.

## География и климат
Согласно Бюро переписи населения США статистически обособленная местность Лихуэ имеет общую площадь 18,4 км2, из которых 16,4 км2 относится к суше и 2 км2 или 11,11 % — к водным ресурсам.
Климат в городе влажный тропический.
| Показатель                    | Янв. | Фев. | Март | Апр. | Май  | Июнь | Июль | Авг. | Сен. | Окт. | Нояб. | Дек. | Год  |
| ----------------------------- | ---- | ---- | ---- | ---- | ---- | ---- | ---- | ---- | ---- | ---- | ----- | ---- | ---- |
| Абсолютный максимум, °C       | 30,5 | 31,1 | 31,1 | 31,1 | 31,1 | 31,6 | 32,7 | 32,2 | 32,7 | 32,7 | 31,6  | 31,6 | 32,7 |
| Средний суточный максимум, °C | 25,5 | 25,4 | 25,7 | 26,2 | 27,3 | 28,5 | 29,0 | 29,2 | 29,3 | 28,5 | 27,1  | 26,0 | 27,3 |
| Средняя температура, °C       | 22,0 | 22,0 | 22,6 | 23,3 | 24,3 | 25,6 | 26,1 | 26,5 | 26,3 | 25,6 | 24,3  | 22,8 | 24,2 |
| Средний суточный минимум, °C  | 18,6 | 18,6 | 19,4 | 20,4 | 21,3 | 22,7 | 23,3 | 23,6 | 23,3 | 22,7 | 21,5  | 19,7 | 21,2 |
| Абсолютный минимум, °C        | 7,7  | 8,3  | 8,3  | 10,5 | 12,2 | 13,8 | 15,0 | 14,4 | 15,0 | 12,2 | 10,5  | 10,0 | 7,7  |
| Норма осадков, мм             | 77   | 65   | 73   | 80   | 94   | 103  | 119  | 127  | 117  | 101  | 97    | 82   | 907  |
| Источник: NWS                 |      |      |      |      |      |      |      |      |      |      |       |      |      |

## Демография
По данным переписи населения за 2000 год в Лихуэ проживало 5674 человека, насчитывалось 2178 домашних хозяйств, 1420 семей и 2399 жилых домов. Средняя плотность населения составляла около 346,8 человека на один квадратный километр.
Расовый состав Лихуэ по данным переписи распределился следующим образом: 22,8 % белых, 0,2 % — чёрных или афроамериканцев, 0,2 % — коренных американцев, 49,2 % — азиатов, 6,4 % — коренных жителей тихоокеанских островов, 20,5 % — представителей смешанных рас, 0,7 % — других народностей. Испаноговорящие составили 6,5 % населения.
Из 2178 домашних хозяйств в 25,8 % — воспитывали детей в возрасте до 18 лет, 48,9 % представляли собой совместно проживающие супружеские пары, в 11,8 % семей женщины проживали без мужей, 34,8 % не имели семьи. 29,9 % от общего числа семей на момент переписи жили самостоятельно, при этом 16,1 % составили одинокие пожилые люди в возрасте 65 лет и старше. В среднем домашнее хозяйство ведут 2,55 человека, а средний размер семьи — 3,16 человека.
Население Лихуэ по возрастному диапазону (данные переписи 2000 года) распределилось следующим образом: 22,8 % — жители младше 18 лет, 5,2 % — между 18 и 24 годами, 23,7 % — от 25 до 44 лет, 25,8 % — от 45 до 64 лет и 22,4 % — в возрасте 65 лет и старше. Средний возраст жителей составил 44 года. На каждые 100 женщин приходилось 92,2 мужчины, при этом на каждые сто женщин 18 лет и старше приходилось 90,6 мужчины также старше 18 лет.

## Экономика и торговля
Средний доход на одно домашнее хозяйство Лихуэ составил 44 906 долларов США, а средний доход на одну семью — 56 875 долларов. При этом мужчины имели средний доход в 38 713 долларов в год против 28 032 долларов среднегодового дохода у женщин. Доход на душу населения составил 22 619 долларов в год. 4,6 % от всего числа семей в местности и 1,3 % от всей численности населения находилось на момент переписи за чертой бедности, при этом 1,4 % из них были моложе 18 лет и 7,3 % в возрасте 65 лет и старше.
В поселении располагается крупнейший торговый центр острова, «Kukui Grove», в котором находится единственный крупный магазин сети розничной торговли «Macy’s», а также несколько крупных супермаркетов, включая «Sears», «K-Mart», «Wal-Mart», «Home Depot» и «Costco». Есть также несколько ресторанов и автодилеров.

## Транспорт
В Лихуэ находится аэропорт, также к юго-востоку, в заливе Навиливили, работает главный морской порт острова Кауаи.

## Образование
Из высших учебных заведений в поселении расположен «Kauai Community College», который входит в единую систему высшего образования штата Гавайи.
К Гавайскому департаменту образования относятся две начальных и две средних школы острова Кауаи. Также имеются частная школа и детские сады.